# Flora (Charlottenburg)

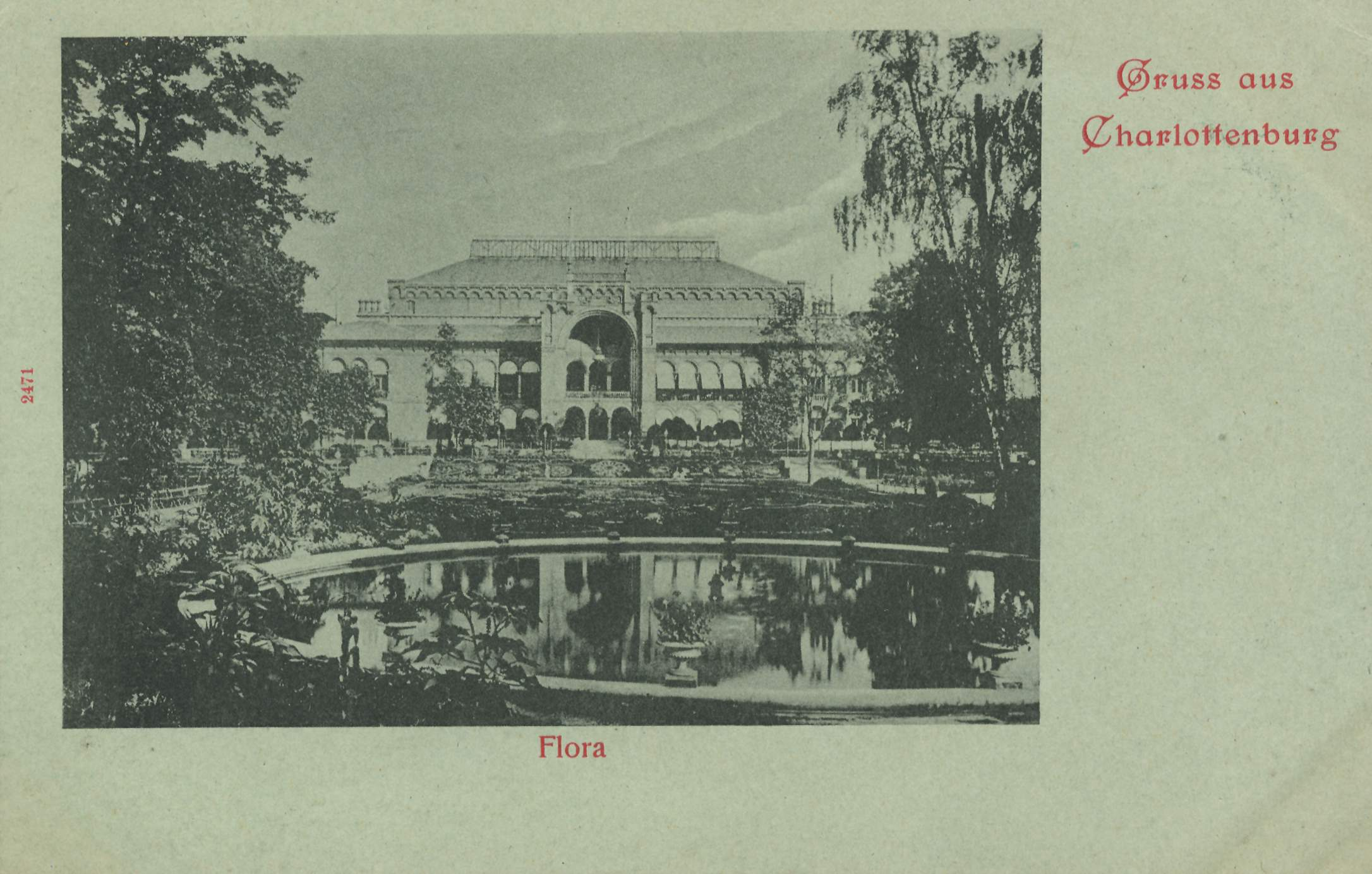
Flora auf einer historischen Ansichtskarte

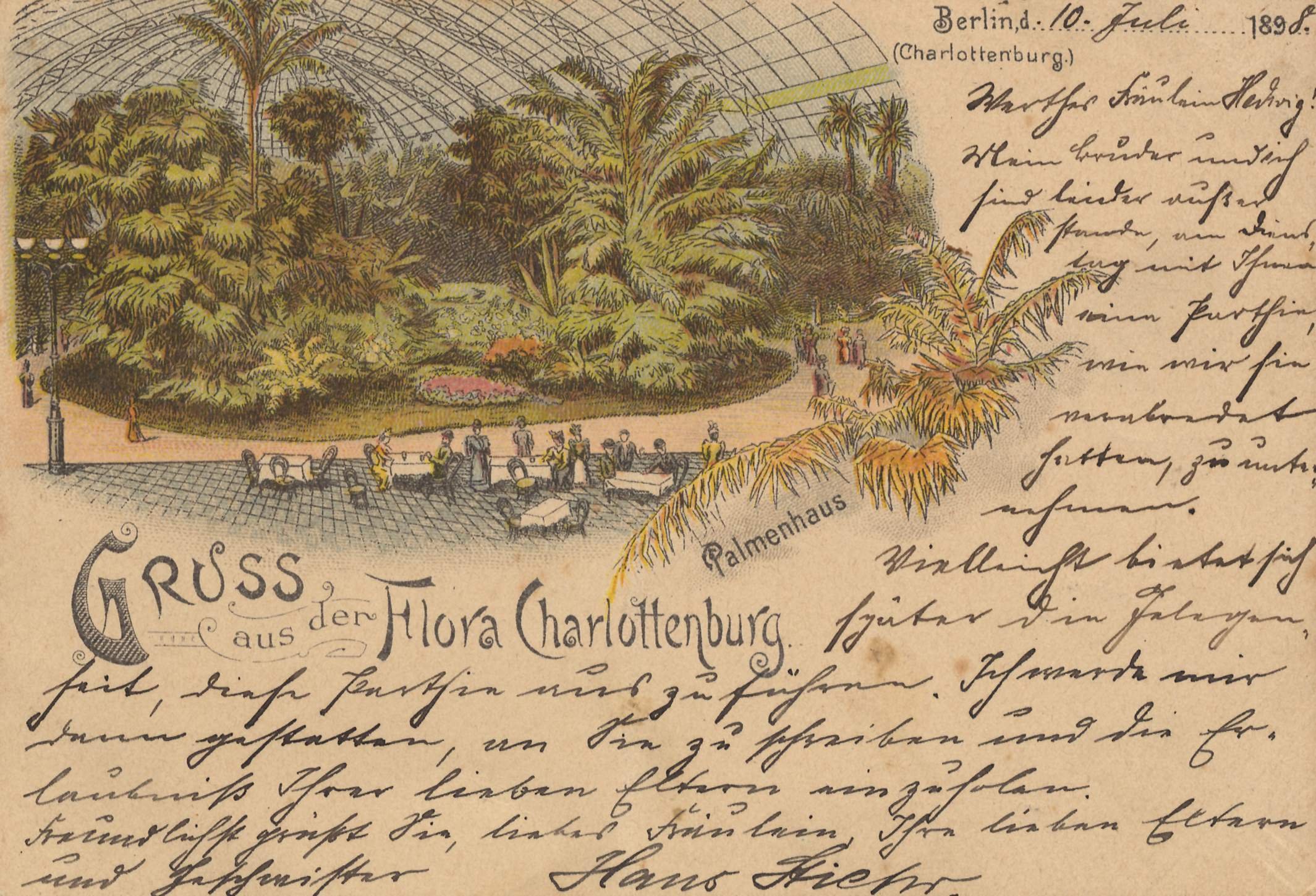
Bildpostkarte mit der Flora

Die Flora war eine Vergnügungsstätte im heutigen Berlin, die von 1874 bis 1904 bestand. Zur Zeit ihres Bestehens lag sie auf dem Gebiet der damals noch selbstständigen Stadt Charlottenburg.
Die Flora befand sich in der Nähe des Schlosses Charlottenburg zwischen der Spree, dem Luisenplatz, der Wintersteinstraße und der Brauhofstraße. Sie wurde von 1872 bis 1874 nach Entwürfen des Architekten Johannes Otzen erbaut. Bauherr war die Aktiengesellschaft Flora. Die Eröffnung erfolgte am 22. Mai 1874.
Der Hauptsaal hatte eine Grundfläche von 45 m × 23 m und war 23 m hoch. Bei Fertigstellung war er der größte Festsaal Deutschlands. Er verfügte über eine Bühne für Opernvorstellungen. An den Festsaal schloss sich ein Palmenhaus mit einer Fläche von 28 m × 70 m an. Die Fassade des Bauwerks bestand aus hellgelben Greppiner Ziegeln und war reich verziert. In dem bzw. am Lokal wurden u. a. Pflanzenschauen, Hochradrennen und Fesselballonaufstiege veranstaltet. 1903 fand unter der Schirmherrschaft des Prinzen Heinrich von Preußen die Deutsche Automobil-Ausstellung statt.
Der Betrieb der Einrichtung erwies sich jedoch auf die Dauer nicht als rentabel. 1904 wurde die Flora abgerissen. Auf dem Gelände wurde ein Wohnviertel mit innerstädtischem Charakter errichtet. Die Flora gilt als eines der größten Spekulations- und Pleiteobjekte der Gründerzeit.